# Corydoras boesemani
Corydoras boesemani es una especie de pez de la familia Callichthyidae en el orden de los Siluriformes.

## Distribución geográfica
Se encuentran en Sudamérica: ríos costeros de Surinam.